# Macrosomía
El término es usado para describir el desarrollo o tamaño excesivo del cuerpo, como en el caso de un recién nacido con un peso por arriba del promedio.
La fisiopatología de la macrosomia está relacionada con la condición materna o a la condición del desarrollo fetal. Esta condición está fuertemente relacionada con la diabetes gestacional, en general cuando está mal controlada, así como en casos de obesidad en la madre y/o un aumento excesivo de peso en la madre. 
Estos factores tienen en común periodos intermitentes de hiperglucemia. La hiperglucemia en el feto provoca una estimulación de la insulina, estimulando muchos factores que terminan con acumulación de grasa y glicógeno, y el resultado es un bebé con un peso mayor al normal. (de 4.000 g hacia arriba).
El riesgo de este tipo de bebés de nacer por cesárea es alto.
Otra posible causa de esta condición es un embarazo prolongado, más allá de la fecha esperada del parto.

## Influencia en la vida adulta
Los estudios para investigar como el peso al nacer de una persona puede influir en aspectos de su futura vida,  incluye teorías sobre la obesidad, diabetes e inteligencia.

### Obesidad
Un bebé que nace pequeño o grande para la edad gestacional (de los  dos extremos) se piensa que tiene un riesgo incrementado de obesidad posteriormente.

### Diabetes
Los bebés que han tenido un bajo peso se piensa que tienen un riesgo incrementado de desarrollar  diabetes tipo 2 en años más tarde.

### Inteligencia
Algunos estudios muestran un enlace directo entre un peso alto al nacer y un incremento en el cociente de inteligencia.

## Efectos en la madre
Hay algo de evidencia de enlace del peso del bebé al nacer y el riesgo de su madre de enfermedad cardiovascular.